# Pseudocalanus elongatus
Pseudocalanus elongatus är en kräftdjursart som först beskrevs av Boeck 1865.  Pseudocalanus elongatus ingår i släktet Pseudocalanus och familjen Clausocalanidae. Arten är reproducerande i Sverige. Inga underarter finns listade i Catalogue of Life.